# Тугая петля (фильм)
«Тугая петля» — кинофильм 1995 года.

## Сюжет
У Джона Незервуда и его жены Лин есть маленькая дочка Джени. Родители разыскиваются за убийство двух человек при ограблении, а Джени отправили на удочерение.
Вскоре её удочеряют плотник Рассел Клифтон из южной Калифорнии и его жена Дана. Они и не подозревают, какой опасности себя подвергают. Ведь Джон и Лин будут искать свою дочь и плохо тому, кто окажется у них на пути.
Выяснив, что Джени удочерена Клифтонами, бандиты решили убить их и забрать девочку. Но они никак не ожидали, что Рассел и Дана окажут им такое сопротивление.

## В ролях
- Дэрил Ханна — Лиэнн Незервуд
- Кит Кэррадайн — Джон Незервуд
- Винсент Спано — Рассел Клифтон
- Мойра Келли — Дана Клифтон
- Джулия Девин — Джени
- Брюс А. Янг — Джил Чендлер
- Синда Уильямс — Лиза Мэри Чендлер
- Рэй Рейнхардт — Сэм Беннетт
- Барбара Тарбак — Джин Беннетт
- Кармен Аргензиано — Фил Хоукс
- Дженни Гаго — Мэгги Хесс
- Нэд Вон — офицер Дэвид Кэрри
- Джордж Маршалл Радж — детектив Фрэнк Мерсер
- Джек Джонсон — мальчик в ресторане''
- Сюзанн Кралл — Фокс